# Baird
Baird es una ciudad ubicada en el condado de Callahan en el estado estadounidense de Texas. En el Censo de 2010 tenía una población de 1496 habitantes y una densidad poblacional de 211,89 personas por km².

## Geografía
Baird se encuentra ubicada en las coordenadas 32°23′46″N 99°23′46″O / 32.39611, -99.39611. Según la Oficina del Censo de los Estados Unidos, Baird tiene una superficie total de 7.06 km², de la cual 6.88 km² corresponden a tierra firme y (2.53%) 0.18 km² es agua.

## Demografía
Según el censo de 2010, había 1496 personas residiendo en Baird. La densidad de población era de 211,89 hab./km². De los 1496 habitantes, Baird estaba compuesto por el 92.25% blancos, el 0.27% eran afroamericanos, el 0.94% eran amerindios, el 0.53% eran asiáticos, el 0% eran isleños del Pacífico, el 4.68% eran de otras razas y el 1.34% pertenecían a dos o más razas. Del total de la población el 12.23% eran hispanos o latinos de cualquier raza.